# Pascoepus longispinus
Pascoepus longispinus är en insektsart som beskrevs av Webb 1983. Pascoepus longispinus ingår i släktet Pascoepus och familjen dvärgstritar. Inga underarter finns listade i Catalogue of Life.